# Segunda Categoría de El Oro 2013
El Campeonato Provincial de Segunda Categoría de El Oro 2013 será un torneo de fútbol en Ecuador en el cual compiten equipos de la Provincia de El Oro.

## Equipos por Cantón
| Cantón     | N.º | Equipos |
| ---------- | --- | --- |
| Machala    | 6   | Audaz Octubrino, Deportivo Bolívar, Fuerza Amarilla SC, Parma FC, Urseza, Kléber Franco Cruz y Orense Sporting Club |
| Huaquillas | 2   | Comercial Huaquillas, Club Atlético Mineiro y Huaquillas Fútbol Club                                                |
| El Guabo   | 1   | Santos FC |
| Portovelo  | 1   | Río Amarillo |
| Arenillas  | 1   | Sociedad Deportivo Condor                                                                                           |
| Santa Rosa | 1   | Santa Rosa Fútbol Club                                                                                              |
| Pasaje     | 1   | Cantera del Jubones                                                                                                 |
| Piñas      | 1   | Club ATV Piñas |
| Balsas     | 1   | Club Deportivo Balsas                                                                                               |

| Predecesor: Edición 2012 | Campeonato Provincial de Segunda Categoría de El Oro Edición 2013 | Sucesor: Edición 2014 |

- Datos: Q24057164